# 岩下剛
岩下 剛（いわした つよし、1968年6月14日-  ）は、日本の警察官僚。大阪府警察本部長。

## 来歴
大分県出身。東京大学法学部を卒業後、1992年 (平成4年)、警察庁に入庁。
入庁後、埼玉県警察本部刑事部鑑識課長、警視庁中野警察署長、警察庁警備局警備課警護室長、警視庁公安部参事官兼オリンピック・パラリンピック競技大会総合対策本部副本部長、公益財団法人東京オリンピック・パラリンピック競技大会組織委員会警備局長などを歴任。
2021年9月26日、警視庁警備部長に就任。在任中、東京東信用金庫との災害協定の締結などに取り組んだ。
その後、警察大学校特別捜査幹部研修所長を歴任し、2023年8月7日、福岡県警察本部長に就任。約1年の在任中、暴力団対策部内に組織犯罪対策捜査課を新設することなどに取り組んだ。
2024年8月26日、大阪府警察本部長に就任。着任会見で大阪・関西万博の安全対策に万全を期すと抱負を述べた。

## 略歴
- 1992年4月-  警察庁入庁[1][9]
- 1995年8月-  神奈川県警察本部刑事部捜査第一課課長代理(強行犯担当)[16]
- 1996年9月-  埼玉県警察本部刑事部鑑識課長[17]
- 1998年3月-  長野県警察本部刑事部捜査第二課長[18]
- 1999年7月-  警察庁警備局警備企画課付(内閣情報調査室)
- 2002年9月-  警視庁中野警察署長[19]
- 2004年4月-  警察庁長官官房人事課付(内閣情報調査室)[20]
- 2012年8月-  警察庁警備局警備課警護室長
- 2015年3月-  警視庁公安部参事官兼オリンピック・パラリンピック競技大会総合対策本部副本部長[21]
- 2016年8月-  内閣官房内閣参事官(内閣官房副長官補=事態対処・危機管理担当付)[22][23][24]
- 2018年5月-  警察庁警備局付(公益財団法人東京オリンピック・パラリンピック競技大会組織委員会警備局長)[25][26][27]
- 2021年9月-   警視庁警備部長 (任警視監)[10][11]
- 2022年10月- 警察大学校特別捜査幹部研修所長[28][29]
- 2023年8月-   福岡県警察本部長[9][13][14]
- 2024年8月-   大阪府警察本部長[2][3][4]